# عبد العزيز الدعيلج
عبد العزيز بن عبد الله الدعيلج رئيس الهيئة العامة للطيران المدني منذ 12 مارس 2021.

## التعليم
حاصل على شهادة البكالوريوس في العلوم متخصصاً في الإدارة الصناعية من جامعة الملك فهد للبترول والمعادن عام 1986م،، وأكمل العديد من الدورات التدريبية المتنوعة في مجال المال والأعمال في جامعة ستانفورد، وكلية إنسياد، وشركة جنرال إلكتريك، وله مشاركات فاعلة في العديد من المؤتمرات والندوات العلمية المختلفة.

## المناصب
شغل الدعيلج عدة مناصب قيادية وتنفيذية في عدد من القطاعات، وعمل منذ تخرجه في جامعة الملك فهد للبترول والمعادن عام 1986م عمل في العديد من الشركات الكبرى، إلى أن شغل منصب الرئيس التنفيذي لشركة الإكترونيات المتقدمة وهي إحدى الشركات التابعة للشركة السعودية للصناعات العسكرية، والتي انضم أليها عام 2017م. وعمل عضوا منتدبًا ورئيسًا تنفيذيًّا للشركة السعودية للطباعة والتغليف بين عامي 2014م و2017م. ورئيس مجموعة شركة الشرق الأوسط للكابلات المتخصصة (مسك) بين عامي 2011م و2013م، والرئيس التنفيذي للشركة الأولى للتطوير العقاري في المدّة من 2007 إلى 2010 ، والرئيس التنفيذي لشركة عدوان للصناعات الكيماوية بين عامي 1993 و2005 ، كما شغل العديد من المناصب القيادية في شركة سابك بين عامي 1987 و1993.
ورأس الدعيلج إدارة مجلس مجموعة بن لادن العالمية القابضة ورئيساً للجنة الصناعية بالغرفة التجارية الصناعية بالرياض، وعضوا بمجلس الغرف السعودية، وعضوية شركة طيبة القابضة، ولجنة المراجعة في بنك الرياض، وعضوية مركز الإسناد والتصفية ومجلس إدارة تراحم، كما شغل سابقا رئاسة وعضوية مجالس إدارة العديد من الشركات السعودية الأخرى.
```
وكان عضو في عدة مجالس ولجان، من أبرزها 
شركة طيبة القابضة
، 
والشركة السعودية للصناعات المتطورة
، 
والشركة السعودية للطباعة والتغليف
، وشركة رافال للتطوير العقاري، وشركة دوتشة الخليج للتمويل. وعضو مجلس إدارة الأولى العالمية (دبي)، عضو مجلس إدارة ثبات للتطوير العقاري، عضو مجلس إدارة شركة أعيان كبيتال، عضو اللجنة الوطنية للصناعات الكيميائية والبلاستيكية، عضو مجلس إدارة 
الشركة السعودية للأسماك
، عضو مجلس الإدارة ورئيس لجنة المراجعة والتعويضات 
بشركة السلام للطائرات
، رئيس اللجنة التنفيذية، رئيس شركة عبد العزيز الدعيلج وشريكه للاستشارات الصناعية.
[
4
]
[
3
]
[
5
]
```

في يوليو 2024م انتُخب الدعيلج رئيساً للمجلس التنفيذي للمنظمة العربية للطيران المدني لمدة عامين.

## عضويات سابقة
في 13 مارس 2021، أعلن بنك الرياض عن استقالة عضو لجنة المراجعة عبد العزيز الدعيلج (عضو مستقل من خارج مجلس الإدارة) والتي تقدم بها بموجب خطاب الاستقالة في تاريخ 13-03-2021م، بناء على طلبه للتفرغ لمهامه الجديدة بعد تعيينه رئيساً للهيئة العامة للطيران المدني.